# Diez años de Soledad
Diez años de Soledad es el séptimo álbum de estudio oficial de la cantante argentina Soledad Pastorutti. El título hace referencia a la novela Cien años de soledad y se realizó con el motivo de celebrar los 10 años de carrera de la cantante. Es un disco doble: el primero fue grabado en estudio con algunos temas de su autoría como Una fiesta y Nunca me fui de chiquita y algunos del repertorio folclórico como Yo vendo unos ojos negros y Chamarrita de una bailanta. El último tema, Brindis, fue compuesto especialmente por Afo Verde, presidente de Sony Music Latin que habla de su carrera: sus alegrías, sinsabores y del orgullo de cantar a su público. El segundo fue grabado en directo con 10 de los temas más conocidos de la cantante, como A Don Ata, Propiedad privada, Todos juntos y  Tren del cielo.

## Lista de canciones

### Disco 1: En estudio
| N.º | Canción                      | Autor                                                       |
| --- | ---------------------------- | ----------------------------------------------------------- |
| 1.  | «Una fiesta»                 | Soledad Pastorutti - Pablo Santos                           |
| 2.  | «Lejos de ti»                | Gian Marco Zignago                                          |
| 3.  | «Pa´todo el año»             | José Alfredo Jiménez                                        |
| 4.  | «Yo vendo unos ojos negros»  | Popular Tradicional; a dúo con Natalia Pastorutti           |
| 5.  | «Nunca me fui (De chiquita)» | Soledad Pastorutti - Pablo Santos - Afo Verde               |
| 6.  | «Chamarrita de una bailanta» | Washington Benavides - Carlos Benavides                     |
| 7.  | «Quiéreme como te quiero yo» | Roberto Ales; a dúo con Natalia Pastorutti                  |
| 8.  | «Si supieras»                | Soledad Pastorutti - Pablo Santos; canta Natalia Pastorutti |
| 9.  | «Chacarera del milagro»      | Coco Díaz - María Eugenia Díaz                              |
| 10. | «Esa musiquita»              | Teresa Parodi                                               |
| 11. | «Brindis» (Bonus track)      | Afo Verde                                                   |

### Disco 2: En vivo
| N.º | Canción                       | Autor                                                                    |
| --- | ----------------------------- | ------------------------------------------------------------------------ |
| 1.  | «Entre a mi pago sin golpear» | Carlos Carabajal-Pablo Trullenque                                        |
| 2.  | «Que nadie sepa mi sufrir»    | Angel Amato-Enrique Dizeo                                                |
| 3.  | «Propiedad privada»           | Modesto Lòpez                                                            |
| 4.  | «Tren del cielo»              | Alejandro Lerner-Ignacio Elizabetsky; con Los Tekis y Natalia Pastorutti |
| 5.  | «Adonde vayas»                | Elefante                                                                 |
| 6.  | «Salteñita de los valles»     | Horacio Guarany                                                          |
| 7.  | «Todos juntos»                | Los Jaivas; con Natalia Pastorutti                                       |
| 8.  | «Pilchas gauchas»             | Orlando Veracruz                                                         |
| 9.  | «El bahiano»                  | Emilio Estefan-Angie Chirino                                             |
| 10. | «A Don Ata»                   | Mario Alvares Quiroga; con Natalia Pastorutti                            |

- Datos: Q5806938